# Phalla Neang
Phalla Neang es una educadora que introdujo el Braille jemer en Camboya, donde se dedica a la educación de ciegos.

## Trayectoria profesional
Neang comenzó a trabajar con ciegos en el 1986, en una escuela de la ONU en un campo de refugiados tailandés donde ejercía de directora. En el año 1991 regresó a Camboya donde trabajó en la ONG Krousar Thmey. Dos años más tarde se especializó en Braille, y se convirtió en la primera profesora de Braille para ciegos del país.
En aquella época donde las discapacidades se consideraban tabú, y mayoría de los camboyanos, que creían que la ceguera era causada por malas acciones durante una vida pasada y que los ciegos eran incapaces de aprender, por lo que normalmente se los aislaba. Neang abogó por la educación de los ciegos y contribuyó a abrir escuelas de Braille.
Fue la principal responsable de traducir el Braille a la lengua jemer.

## Reconocimientos
En 2015, estuvo entre los 10 finalistas para los premios Global Teacher Price.